# Фузаріотоксикоз
Фузаріотоксикоз (англ. Fusariotoxicosis) — це:
- Загальна назва токсикозів, викликаних вживанням в їжу продуктів із зерна, ураженого грибами роду Fusarium.

- Отруєння сільськогосподарських тварин, що виникає при поїданні кормів, уражених токсичними грибами роду Fusarium. Хворіють коні, велика і дрібна рогата худоба, свині, птахи. Зустрічається в багатьох країнах світу.

Ознаки отруєння: пригнічення, неспокій, розлади діяльності шлунка і кишечника, судоми, параліч і нерідко при гострому перебігу хвороби тварини гинуть.     
Лікування: промивання шлунка адсорбуючими речовинами, призначення блювотних або проносних засобів, слизових відварів, дієта.
Профілактика: ветеринарно-санітарний контроль за якістю кормів.